# Runaway (Janet Jackson)
Runaway is een lied van de Amerikaanse zangeres Janet Jackson van haar eerste compilatie, Design of a Decade 1986/1996, geschreven en geproduceerd door Jackson, Jimmy Jam & Terry Lewis en uitgebracht als eerste single van het album. Op 29 augustus 1995 kwam de single in de VS uit. In Nederland kwam hij op 7 oktober 1995 binnen in de hitlijsten. Dit was een van de nog niet eerder uitgebrachte nummers die op de compilatie verschenen.
Het nummer werd opgevoerd tijdens de tournees The Velvet Rope World Tour, All for You World Tour en als afsluiter voor de Rock Witchu Tour.

## Informatie
Runaway is omgeven door harde pop- en hiphopmelodieën met invloeden van Afrikaanse en Aziatische muziek (vooral die uit India). Het nummer heeft veel weg van de eerdere nummers Escapade en Whoops Now. Als het nummer bijna eindigt, zingt Jackson: "Ohh, didn't quite hit the note/That wasn't such a good time". Afrika, Nairobi, Toscane, Australië, Mexico en Parijs worden in het nummer genoemd. Het zijn de steden die ze heeft bezocht of wilde bezoeken tijdens haar janet. World Tour.

## Hitlijsten
Runaway zorgde ervoor dat Jackson de eerste zangeres was, in de geschiedenis van Billboard, die in de top 10 van de Billboard Hot 100 binnenkwam. De single kwam binnen op nummer 6 in september 1995 en bereikte haar hoogste punt op de derde positie van de hitlijst. In Canada bereikte het nummer wel de nummer 1-positie en werd in het Verenigd Koninkrijk en Australië een top 10-hit. Verder werd het een bescheiden hit in Europa en bereikte ten minste de top 30 in de meeste landen.